# Alex Fricke
Alex Fricke (* 21. Juli 1905 in Hannover; † 1955) war ein deutscher Radrennfahrer.

## Leben
Alex Fricke begann seine Radsport-Laufbahn als Amateur-Straßenrennfahrer beim RV Pfeil Hannover innerhalb der Deutschen Radfahrer-Union. Später wechselte er zum RV Zugvogel Hannover.
1924 wurde Fricke deutscher Straßenmeister dieses Verbandes. Auf der Bahn wurde er 1924 Vizemeister im Sprint.
1925 wurde Fricke Profi, verpflichtete sich bei Mifa und verlegte fortan seinen Schwerpunkt auf den Bahnradsport. 1926 wurde er Dritter der deutschen Meisterschaft im Sprint der Profis und errang im Jahr darauf in Frankfurt den Titel, vor dem Kölner Paul Oszmella. 1926 startete Fricke auch beim Berliner Sechstagerennen, das er jedoch wegen mehrerer Stürze nicht zu Ende fahren konnte. 1927 errang er den Titel als deutscher Fliegermeister und siegte im Großen Fliegerpreis von Forst. 1928 bewies er seine Stärke bei einem „Internationalen Fliegerkriterium“ auf seiner Heimatbahn in Hannover:

„Fricke rettete die Ehre seiner Vaterstadt in glänzender Weise, indem er die beiden Weltmeister Michard und Kaufmann, gegenwärtig die schnellsten Fahrer der Welt, schlug, ein Resultat, auf das die Hannoveraner stolz sein können.“

1930 eröffnete Fricke in Hannover ein Feinkostgeschäft und beendete im Jahr darauf seine aktive Radsport-Laufbahn. Später war er in der Autobranche tätig und bemühte sich  darum, die Hannoversche Radrennbahn zu pachten. Mit 50 Jahren erlag er einem Herzschlag.